# اللغة اليابانية القديمة المتأخرة
اللغة اليابانية القديمة من العصر المتأخر (中古日本語, chūko nihongo) وتعرف أيضا باللغة اليابانية الوسطى المبكرة هي مرحلة من اللغة اليابانية التي كانت تستخدم فيما بين عامي 794 و 1185، وهي الفترة التي عرفت بفترة هييآن. وهي اللغة التالية للغة اليابانية القديمة.

## وصلات خارجية
- http://incubator.wikimedia.org/wiki/Wp/jpn-classical